# أيزاياه يونغ
أيزاياه يونغ (بالإنجليزية: Isaiah Young)‏ (30 مارس 1998 في الولايات المتحدة - ) هو لاعب كرة قدم أمريكي في مركز الهجوم.

## وصلات خارجية
- أيزاياه يونغ على موقع قاعدة بيانات كرة القدم.إي يو (الإنجليزية)
- أيزاياه يونغ على موقع عالم كرة القدم.نت (الإنجليزية)